# Sekishino
sekishino（セキシノ）は、日本の音楽家、写真家である。本名は積しの。写真家としては積紫乃で活動。沖縄県出身。

## 人物
2001年にポリドール（のちのユニバーサルミュージック）からメジャーデビュー。解散後、楽曲制作を行う。
2006年から積紫乃名義でフォトグラファーとしても活動を開始。主に人物ポートレートなどの撮影を「Sports Graphic Number」「JBpress autograph」「THE ANSWER」などで行なっている。
2007年にsekishinoとして音楽活動を再スタート。

## 経歴
1999年、（有）ソリッドボンドに所属。音楽ユニットLitaとして幸克哉とともに活動。
2001年、ポリドール（現ユニバーサルミュージック）より1stシングル「蕾」を発売、メジャーデビューする。
同年7月に2rdシングル「黒い雨」をリリース。11月、3rdシングル「悲しみのハンター」をリリース。12月、1stアルバム『色恋品定め』をリリース。
2002年、4thシングル「あたしがあたしであるうちに」をリリース。
2003年、5月に5thシングル「天の川」、8月に6thシングル「火の神」、10月に2ndアルバム『ニライカナイ』をリリース。プロデューサーに亀田誠治、根岸孝旨を迎え、さまざまなカラーを織り交ぜたサウンドを生み出した。
テレビ朝日ミュージック・ステーション、NHKポップジャムをはじめ数々のテレビ出演 、ラジオ出演など幅広い活動とともに反響を得る。
6枚のシングルと2枚のアルバムを発売したあと、2004年に解散。
2007年からsekishinoとしてソロ活動を本格スタート。主にアレンジ＆プロデュースに高間有一、幸克哉を迎え楽曲制作および都内を中心にライブ活動を行う。2008年11月にはソロ初のシングル「光になりたい」を沖縄で先行発売。その後全国でもリリース。
2010年、「HOME」が瑞泉酒造「三日麹」のCMソングに採用され、2010年11月、2枚目のシングル「HOME」を発表。
2012年5月30日、新曲「Perfect green」を発表。
音楽活動の一方で2006年から写真家として活動開始。
2013年11月、文藝春秋から刊行された『フライングガールズー高梨沙羅と女子ジャンプの挑戦ー』(ISBN 978-4163768304)にて、長年にわたり取材・撮影してきた女子ジャンプの写真が表紙カバーおよび本文内にて掲載される
。
その後も「Sports Graphic Number」、「JBpress autograph」、「THE ANSWER」、「文春オンライン」、KADOKAWAや宝島社から刊行されたフィギュアスケートやラグビーのムックなどでポートレートを中心に撮影している。

## ディスコグラフィー

### シングル
1. 『光になりたい』
  - 2008年11月 沖縄発売
  - 2009年11月 東京発売
2. 『HOME』
  - 2010年11月25日 発売
3. 『Perfect green』
  - 2012年5月30日 発売